# Alessandro Leparulo
Alessandro Leparulo, o Liparuli (Massa Lubrense, ... – 1644), è stato un vescovo cattolico italiano.

## Biografia
Originario di Massa Lubrense, dopo essere stato ordinato al sacerdozio, fu abate di Santa Barbara a Mantova e referendario a Roma. Nel 1624 fu eletto vescovo di Guardialfiera e nel 1637 venne nominato vescovo di Satriano e Campagna.
Nel 1638 convocò un sinodo diocesano.

## Genealogia episcopale
La genealogia episcopale è:
- Cardinale Guillaume d'Estouteville, O.S.B.Clun.
- Papa Sisto IV
- Papa Giulio II
- Cardinale Raffaele Sansone Riario
- Papa Leone X
- Papa Paolo III
- Cardinale Francesco Pisani
- Cardinale Alfonso Gesualdo di Conza
- Papa Clemente VIII
- Papa Paolo V
- Cardinale Scipione Caffarelli-Borghese
- Cardinale Tiberio Muti
- Vescovo Alessandro Leparulo